# Lars Rading
Lars Rading, född 1954 i Helsingborg, död 1993, var en svensk tecknare och målare.
Rading studerade vid Högre konstindustriella skolan i Stockholm 1973-1977 . Han medverkade i utställningarna The international Drawing triennal i Wroclaw Polen, 7th Poster Biennale i Warszawa, Poster Biennale på Lahti konstmuseum i Finland, samt i utställningar på Nationalmuseum i Stockholm. Han testamenterade en samling tavlor och pengar till Stiftelsen Noaks Ark och Röda Korset samt upprättade ett kulturpris där han angav hur fonden skulle användas för att öka acceptansen för hiv i samhället. Som tecknare medverkade han med illustrationer i Dagens Nyheter. Hans konst består av landskap där han tog fram mystiken och känslan från den avbildade miljön. SVT 1 visade 1988 dokumentärfilmen Trots - att leva med hiv, där han berättade om sina behov att måla av sig sin ångest. 